# Florijana Ismaili
Florijana Ismaili, née le 1er janvier 1995 à Aarberg et morte le 29 juin 2019 dans le lac de Côme en Italie, est une footballeuse internationale suisse qui officiait comme capitaine de l'équipe du BSC Young Boys.

## Biographie
Née le 1er janvier 1995 à Aarberg, Florijana Ismaili grandit à Worben dans le canton de Berne, avec des parents originaires de l'ex-Yougoslavie, émigrés du Kosovo en Suisse en 1992. Elle joue d'abord au FC Walperswil, avant de rejoindre, en mars 2011, l'équipe du BSC Young Boys. Elle en devient plus tard la capitaine. 
En 2012, elle se qualifie pour la première fois avec l'équipe nationale des moins de 17 ans pour la phase finale du championnat d'Europe des moins de 17 ans. Son équipe termine quatrième de la compétition.
Elle rejoint ensuite l'équipe nationale des moins de 19 ans.
Le 16 janvier 2014, elle fait sa première apparition internationale au sein de l'équipe de Suisse, lors d'un match contre le Portugal. Lors des années suivantes, elle fait régulièrement partie de l'équipe nationale, notamment lors du Tournoi de Chypre en 2014, puis de la Coupe d'Algarve en 2015. 
Elle participe ensuite à la Coupe du monde 2015, compétition pour laquelle la Suisse se qualifie pour toute la première fois de son histoire.
Elle n'est toutefois pas retenue lors du championnat d’Europe 2017 organisé aux Pays-Bas
Internationale suisse de 2014 à 2019, Ismaili dispute un total de 33 matches et inscrit trois buts avec la sélection.

### Décès
Le 29 juin 2019, Florijana Ismaili est portée disparue après avoir sauté dans le lac de Côme depuis un bateau pour se rafraîchir. Le 2 juillet 2019, son corps est retrouvé sans vie à 204 mètres de profondeur et à une centaine de mètres de la rive du village de Musso,. D'après les premiers éléments de l'enquête, Ismaili aurait été victime d'hydrocution.